# Emiliano Dudar
Emiliano Ariel Dudar (Buenos Aires, 12 agosto 1981) è un ex calciatore argentino, di ruolo difensore.
Possiede il passaporto italiano.

## Caratteristiche tecniche
Nel 2001 è stato inserito nella lista dei migliori calciatori stilata da Don Balón.

## Carriera
Il 12 settembre 2010, in occasione della partita tra Young Boys-Basilea, nel primo tempo di gioco, Emiliano Dudar ha subito un forte trauma cranico a causa di uno scontro involontario con il compagno di squadra François Affolter, mentre tentava di anticipare Marco Streller, ed è stato messo in coma artificiale. Il 14 settembre le condizioni di Dudar migliorano, e viene tolto dal coma. Dopo non essere mai sceso in campo con la compagine bernese nella stagione 2011-2012, firma con la squadra statunitense del D.C. United.

## Palmarès
- Campionato venezuelano: 1

Caracas: 2004